# نوید ماشین‌چی
نوید ماشین‌چی (انگلیسی: Navid Mashinchi؛ زاده ۱۶ فوریهٔ ۱۹۸۹) یک بازیکن فوتبال اهل ایران است.